# غونزالو فريكيلا
غونزالو فريكيلا (8 أغسطس 1990 بسانتو دومينغو في جمهورية الدومينيكان - ) هو لاعب كرة قدم دومينيكي في مركز الوسط. شارك مع منتخب جمهورية الدومينيكان لكرة القدم.

## وصلات خارجية
- غونزالو فريكيلا على موقع الاتحاد الدولي (مؤرشف)  (الإنجليزية)
- غونزالو فريكيلا على موقع الدوري الأمريكي (الإنجليزية)
- غونزالو فريكيلا على موقع قاعدة بيانات كرة القدم.إي يو (الإنجليزية)
- غونزالو فريكيلا على موقع ناشيونال فوتبول تيمز (الإنجليزية)